# Condado de Arruga
El condado de Arruga es un título nobiliario español, creado por Francisco Franco el 18 de julio de 1950 y otorgado a Hermenegildo Arruga Liró.

## Denominación
La denominación de la dignidad nobiliaria refiere al apellido paterno, por el que fue universalmente conocida la persona a la que se le otorgó dicha merced nobiliaria.

## Carta de otorgamiento
Texto expositivo y dispositivo del real decreto de creación del título:

Queriendo premiar y distinguir, con ocasión del aniversario del dieciocho de julio a algunas de las personalidades españolas que han prestado relevantes servicios a la Nación, a lo largo de una vida consagrada a la ciencia y al trabajo, de acuerdo con el Consejo de Ministros

Dispongo:

Artículo primero. Se hace merced de los siguientes Títulos del Reino: Conde de Arruga, a don Hermenegildo Arruga Liró, de universal prestigio y que tanto ha contribuido con sus investigaciones y labor clínica al progreso de la ciencia médica. [...].

Artículo segundo. Los anteriores títulos se entenderán conferidos a los designados para sí, sus hijos y sucesores legítimos con exención de los derechos fiscales hasta la segunda transmisión.

  Así lo dispongo por el presente Decreto, dado en Madrid a dieciocho de julio de mil novecientos cincuenta».

## Condes de Arruga
| Orden                                                       | Titular                       | Periodo                       | Acceso                                                  | Casa                          |
| Creación por Francisco Franco                               | Creación por Francisco Franco | Creación por Francisco Franco | Creación por Francisco Franco                           | Creación por Francisco Franco |
| ----------------------------------------------------------- | ----------------------------- | ----------------------------- | ------------------------------------------------------- | ----------------------------- |
| I                                                           | Hermenegildo Arruga Liró      | 1950-1972                     | Otorgamiento del Jefe de Estado                         | Arruga                        |
| II                                                          | Alfredo Arruga Forgas         | 1973-2008                     | Sucesión de orden regular por fallecimiento del titular | Arruga                        |
| El título se encuentra actualmente caducado (rehabilitable) |                               |                               |                                                         |                               |

## Historia de los condes de Arruga
- Hermenegildo Arruga Liró (1886-1972), I conde de Arruga (1950-1972).

Casó con Teresa Forgas López y tuvo a María de los Dolores Arruga Forgas, María Arruga Forgas, Teresa Arruga Forgas y Alfredo Arruga Forgas. Le sucedió su hijo:
- Alfredo Arruga Forgas, II conde de Arruga (1973-2008).

Casó con Elena Ginebreda Dualde y tuvo a Jorge Arruga Ginebreda y Elena Teresa de los Dolores Arruga Ginebreda.

## Miscelánea
El condado de Arruga fue el primer título nobiliario otorgado a un médico, o en su memoria a sus sucesores. Posteriormente se concedió en 1952 a Santiago Ramón y Cajal, el marquesado de Ramón y Cajal, a título póstumo, con ocasión del primer centenario de su nacimiento. En 1987 se concedió a sus sucesores, el marquesado de Marañón con grandeza de España, en memoria de Gregorio Marañón Posadillo. El científico Severo Ochoa de Albornoz, bioquímico y también médico, llegó a renunciar hasta en tres ocasiones el intento de otorgamiento en vida de una dignidad nobiliaria.